# 埼玉社会保険事務局
埼玉社会保険事務局（さいたましゃかいほけんじむきょく）は、埼玉県さいたま市浦和区にあった社会保険庁の地方支分部局で、埼玉県を管轄していた。現在は日本年金機構北関東・信越ブロック本部が浦和区北浦和に置かれている。

## 管内社会保険事務所等
- 埼玉社会保険事務局浦和社会保険事務室（浦和社会保険事務所）
- 大宮社会保険事務所
- 熊谷社会保険事務所
- 川越社会保険事務所
- 所沢社会保険事務所
- 春日部社会保険事務所
- 越谷社会保険事務所
- 秩父社会保険事務所（埼玉社会保険事務局秩父事務所）